# Heinz Winkler
Heinz Winkler (Bressanone, 17 luglio 1949 – Rosenheim, 28 ottobre 2022) è stato un cuoco e imprenditore italiano naturalizzato tedesco.

## Biografia
Nato a Bressanone, era l'ultimo di 11 figli. Nel 1978 si trasferì in Germania Ovest.
Divenne il più giovane chef a ottenere tre stelle nella guida Michelin, nel 1981, a soli 32 anni, oltre che il primo italiano in assoluto.
Nel 1991 aprì l'Hotel Residenz Heinz Winkler ad Aschau in Chiemgau: l'annesso ristorante ottenne tre stelle Michelin nel 1994, nel 1995 e dal 2001 al 2008.  
Nel 2002 ricevette l'Ordine al merito di Germania.
Winkler è morto nel 2022 in Germania, dopo un collasso.